# ルイ＝リュシアン・ボナパルト
ルイ＝リュシアン・ボナパルト （Louis-Lucien Bonaparte、1813年1月4日  - 1891年11月3日）は、フランス国籍の言語学者・文献学者・政治家。イギリスのウスターシャー、ソーングローヴに生まれ、イタリア・ファーノで死去した。フランス第二帝政時代にはフランス国会議員を務めた。

## 経歴
当時イギリスに拘留されていたリュシアン・ボナパルトと、その2度目の妻アレクサンドリーヌ・ブレシャンの第6子として、ウスターシャーのソーングローヴで生まれた。ナポレオン1世の甥にあたる。
ルイ＝リュシアンは第二帝政時代にコルス島およびセーヌ県選出の国会議員として、従兄ルイ＝ナポレオン・ボナパルト（のちのナポレオン3世）の政策を支持した。第二帝政が成立すると、彼は上院議員となった。リュシアン・ボナパルトの他の子孫たちのように、ルイ＝リュシアンもボナパルト公（Prince Bonaparte）の称号を使用した。しかしその後、リュシアン・ボナパルトの子孫には帝位継承権やフランスのプリンス（Princes français）の称号も与えられないこととなった。上院議員として、彼は1863年にレジオンドヌール勲章グラントフィシエ、その後グランクロワを授与された。

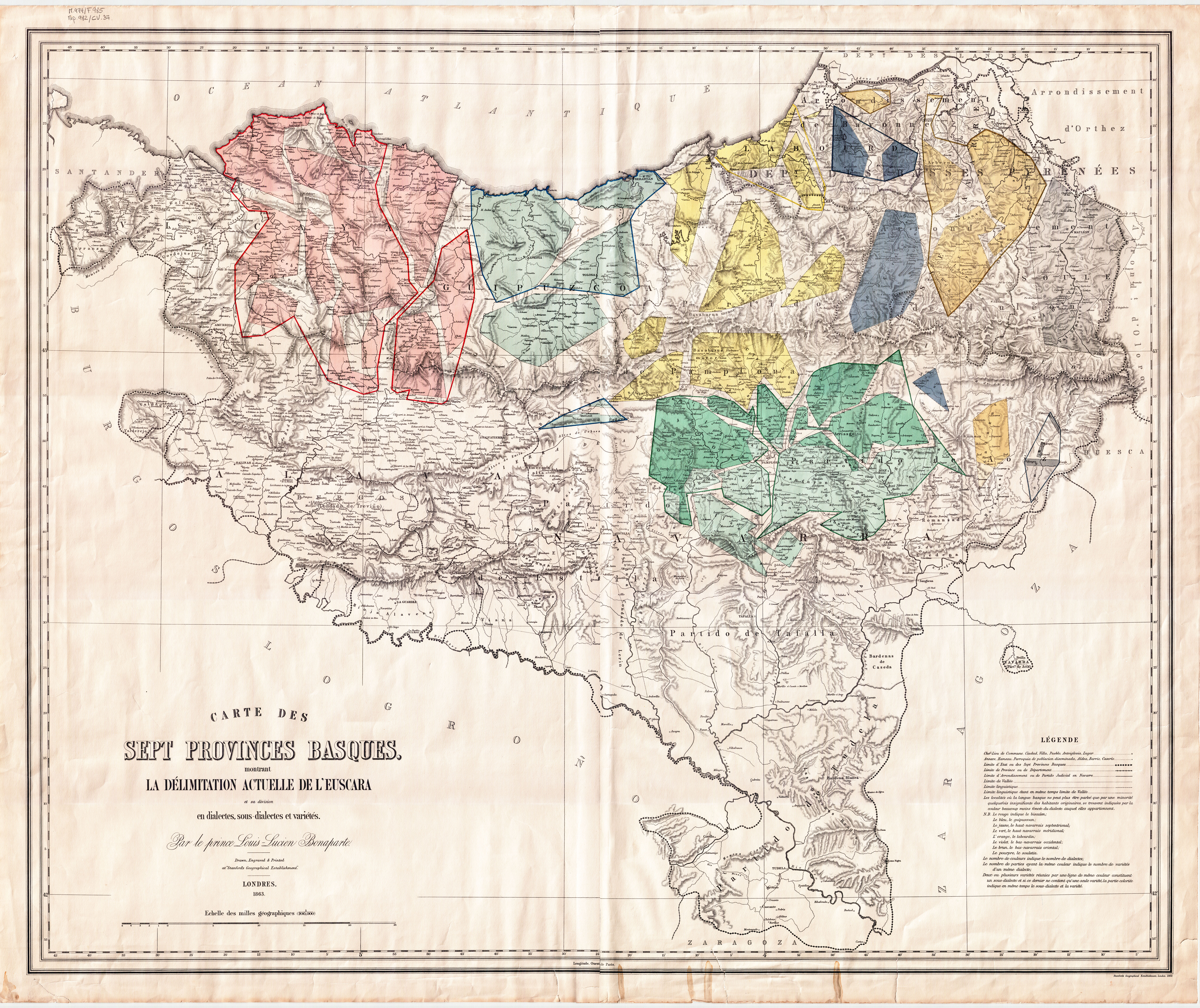
1869年にルイ＝リュシアンが作成したバスク7州の方言地図

ルイ＝リュシアンは自らの仕事のほとんどをバスク語の言語学研究に打ち込んだ。彼はバスク語を異なる方言ごとに分類し、この分類表は今日も用いられている。バスク語に加え、彼はイタリアとイギリスの地域言語の研究を行った。
ルイ＝リュシアンは、イタリア語、フランス語、スペイン語、英語、バスク語を流暢に話した。

## 子女
1833年10月、フィレンツェで彫刻家の娘マリーア・アンナ・チェッキと結婚したが、1850年に別居した。マリーア・アンナが1891年3月に亡くなると、同年6月にフランス領バスク・スール地方出身のクレマンス・リシャールと再婚した。クレマンスとの間には、結婚前の1859年に長男ルイ＝クロヴィスをもうけている。